# Adinda pulchra
Adinda pulchra är en kräftdjursart som först beskrevs av Walter E. Collinge 1916.  Adinda pulchra ingår i släktet Adinda och familjen Scleropactidae. Inga underarter finns listade i Catalogue of Life.